# Jerônimo de Sousa Monteiro
Jerônimo de Sousa Monteiro (Cachoeiro de Itapemirim, 4 de junho de 1870 — 23 de outubro de 1933) foi um advogado e político brasileiro. Foi governador do Espírito Santo entre 1908 e 1912, além de senador, deputado estadual e federal, mandatos exercidos entre 1896 e 1927.
Veio de uma família abastada de fazendeiros de Cachoeiro de Itapemirim. Foi escolhido pelo governador Henrique Coutinho para ser advogado do Estado, cargo que o projetou para ser governador, pois durante esse período ajudou a sanar as dívidas contraídas pelo estado no mandato de José de Melo Carvalho Muniz Freire.